# هیرو سایکلس
هیرو سایکلس (انگلیسی: Hero Cycles) شرکت دوچرخه‌سازی هندی است، که در سال ۱۹۵۶ تأسیس شد.